# Dixie Schmiedle
Dixie Schmiedle (* 26. Februar 1968) ist eine deutsche bildgestaltende Kamerafrau und Filmemacherin.

## Leben
Dixie Schmiedle ist in Süddeutschland im Oberallgäu geboren und aufgewachsen. Schon früh beschäftigte sie sich mit visueller Kunst und zog nach München, wo sie vom Zeichnen und Malen zur Fotografie wechselte. Besonders die bewegten Bilder hatten es ihr angetan. Nach den ersten Praktika und kleinen Jobs beim Film kristallisierte sich schnell heraus, dass sie Kamerafrau werden wollte. Einen Kamerastudiengang gab es noch nicht, also arbeitete sie zuerst acht Jahre als Kameraassistentin, Operator und anfänglich auch als Beleuchterin bei Spielfilmen, Dokumentarfilmen und in der Werbung. Daraufhin folgten viele Jahre als bildgestaltende Kamerafrau. Im Jahr 2015 brach sie nach Indien auf um ihren eigenen Dokumentarfilm Journey to Cure zu realisieren, der nach sechs Jahren fertiggestellt war und 2023 seine Premiere in Bangalore und Berlin feierte. Dixie Schmiedle arbeitet als Kamerafrau und Filmemacherin und ist Mitglied der Deutschen Filmakademie und den cinematographinnen e.V.

## Filmografie (Auswahl)
- 1993: Der Irrläufer (Kurzfilm)
- 1994: Kleine Fische (Kurzfilm)
- 1996: Der große Lacher (Kurzfilm)
- 1996: Denk ich an Deutschland... – Kix! (TV-Dokumentation)
- 1998: Kleine Diebe (Kurzfilm)
- 1999: Schmetterlinge der Nacht (Kinofilm)
- 1999: Vortex (Kinofilm)
- 2001: Kurze Begegnung (Kurzfilm)
- 2006: Rosalie und Bruno (Kurzfilm)
- 2007: The Eagle Hunter's Son / Die Stimme des Adlers (Kinofilm)[5]
- 2008: Das heimliche Geräusch (Kurzfilm)
- 2009: Ladylike – Jetzt erst recht! (TV-Film)
- 2010: Meine Heimat zweimal (TV-Dokumentation)
- 2011: Der fast perfekte Mann (Kinofilm)
- 2012: Es ist wie es ist (Kurz-Dokumentarfilm)
- 2014: Helden by Andrea Schroeder (Musikvideo) – auch Regie
- 2016: Endless Sea by Andrea Schroeder (Musikvideo) – auch Produktion, Regie
- 2019: Alpgeister (Kino-Dokumentarfilm)
- 2023: Journey to Cure (Dokumentarfilm) – auch Produktion, Konzept, Regie

## Festivalteilnahmen
- Vortex: Fantasy Filmfest 2001
- The Eagle Hunter's Son: Berlinale
- The Eagle Hunter's Son: 11. Sprockets Toronto International Film Festival for Children
- The Eagle Hunter's Son: Providence Children Film Festival
- The Eagle Hunter's Son: Shanghai International Film Festival
- The Eagle Hunter's Son: Mostra Internacional de Cinema de Sao Paulo
- Alpgeister: Filmfestival Bolzano

| Personendaten    | Personendaten                         |
| ---------------- | ------------------------------------- |
| NAME             | Schmiedle, Dixie                      |
| KURZBESCHREIBUNG | deutsche Kamerafrau und Filmemacherin |
| GEBURTSDATUM     | 26. Februar 1968                      |